# Gare d'Ouled Rahmoune
La gare d'Ouled Rahmoune est une gare ferroviaire algérienne située sur le territoire de la commune d'Ouled Rahmoune, dans la wilaya de Constantine.

## Situation ferroviaire
La gare est située au sud-ouest de la ville d'Ouled Rahmoune, sur la ligne d'Alger à Skikda où elle est précédée de la gare d'El Guerrah et suivie de celle d'El Khroub.

## Service des voyageurs

### Desserte
La gare d'Ouled Rahmoune est desservie par les trains régionaux de la liaison Constantine - Biskra.